# Andrea Dovizioso

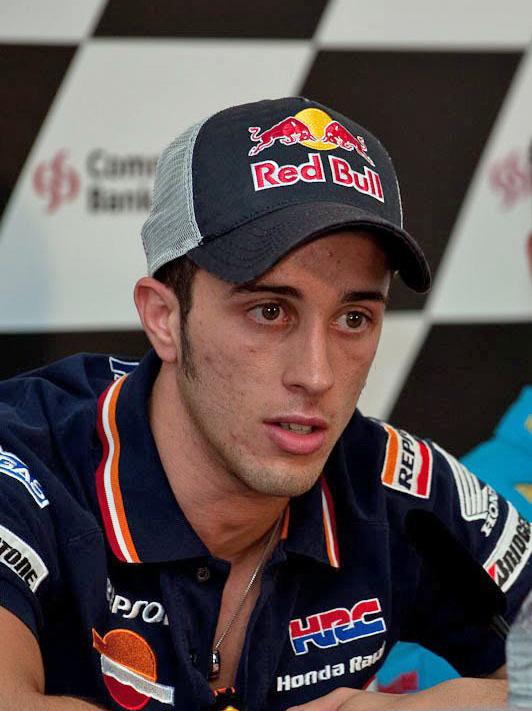
Andrea Dovizioso 2010

Andrea Dovizioso, född 23 mars 1986 i Forlì, är en italiensk roadracingförare. Han blev världsmästare i 125GP 2004. Sedan 2008 körde Dovizioso i MotoGP-klassen och där sedan 2012 som fabriksförare för Ducati. Till 2021 avbröts kontraktet med Ducati. Andrea meddelade att han skulle ta sabbatsår från MotoGP. Under 2021 har han istället testat åt Aprilia i MotoGP, vid flera tillfällen.

## Tävlingskarriär
Dovizioso började köra VM i 125GP 2001 och förbättrade sig stadigt till 2004, då han vann sitt första Grand Prix och blev världsmästare i 125GP säsongen 2004 på en Honda. Han har hela tiden kört för Honda i alla klasser i VM.  
2005-2007 körde han 250GP-VM med slutplaceringarna 3:a, 2:a, 2:a. Hela tiden med Honda.
Säsongen 2008 debuterade han i MotoGP-klassen för JiR Team Scot Honda. Debuten i nya klassen slutade med en 4:e plats i Qatar. Första pallplatsen kom i slutet av säsongen med tredjeplatsen i Malaysias Grand Prix. Dovi blev femma i VM debutsäsongen och fick kontrakt att köra för Hondas fabriksteam Repsol Honda 2009. Han tog sin första seger i MotoGP vid Storbritanniens Grand Prix på Doningtonbanan. Det blev enda segern under tre år med Repsol Honda. Han placerade sig 6:a, 5:a och 3:a 2009-2011. Säsongen 2012 körde Dovizioso för satellitteamet Tech 3 Yamaha och blev 4:a i VM. 2013 gick han till Ducatis fabriksteam Ducati Corse. Första året gav en 8:e plats och 2014 kom Dovizioso på 5:e plats i VM med två pallplatser som höjdpunkter. Roadracing-VM 2015 började mycket bra för Dovizioso på den nya motorcykeln Desmosedici GP15. Han blev tvåa i de tre första tävlingarna och trea i den femte och låg därmed på en klar tredjeplats i VM. Sedan började det gå sämre med flera brutna tävlingar och inga fler pallplatser förutom tredjeplatsen i regnet på Silverstone. Dovizioso blev sjua i VM med 162 poäng. Han fortsatte hos Ducati Corse 2016 och tog sin första seger sedan 2008 när han vann Malaysias Grand prix. Dovizioso tog även tre andraplatser och en tredjeplats och kom på femte plats i VM.
Roadracing-VM 2017 fick Dovizioso femfaldige världsmästaren Jorge Lorenzo som stallkamrat. Det var dock Dovizioso som presterade de bästa resultaten. Segrarna i Italiens och Kataloniens GP förde upp Dovizioso som en världsmästarkandidat. Han vann Österrikes GP före regerande världsmästaren Marc Márquez i en kamp som avgjordes i sista kurvan och följde upp detta med segern i Storbritanniens GP. Dovizioso ledde då VM men Márquez återtog ledningen genom två raka segrar. Dovi knappade in med seger i Japans GP men tappade kontakten när han kom på 13:e plats i Australiens GP som Márquez vann. Dovizioso höll kampen vid liv till sista deltävlingen genom segern i Malaysia.

### Tredjeplatser MotoGP

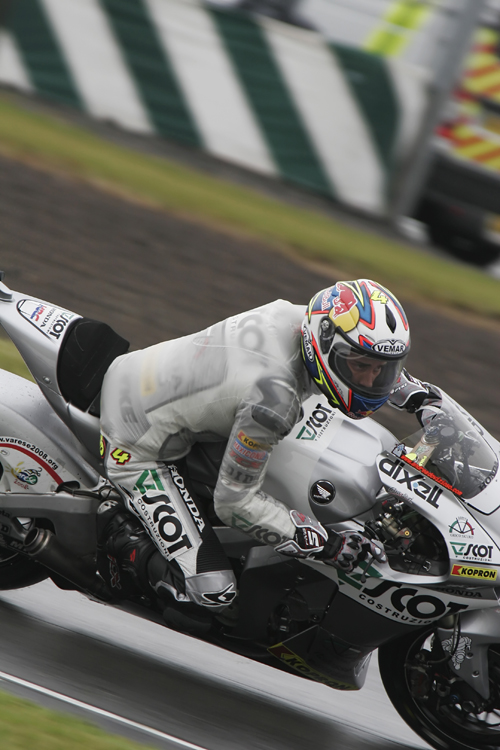
Andrea Dovizioso på Donington 2008.

### VM-säsonger
| Säsong | Klass  | VM- plac. | Poäng | 1/2/3/- platser | Starter | Motorcykel | Team                  | Startnr |
| ------ | ------ | --------- | ----- | --------------- | ------- | ---------- | --------------------- | ------- |
| 2001   | 125GP  | -         | 0     | - / - / -       | 1       | Aprilia    | RCGM Rubicone Corse   | 51      |
| 2002   | 125GP  | 16        | 42    | - / - / -       | 16      | Honda      | Scot Racing           | 34      |
| 2003   | 125GP  | 5         | 157   | - / 2 / 2       | 16      | Honda      | Team Scot             | 34      |
| 2004   | 125GP  | 1         | 293   | 5 / 5 / 1       | 16      | Honda      | Kopron Team Scot      | 34      |
| 2005   | 250GP  | 3         | 189   | - / 2 / 3       | 16      | Honda      | Team Scot             | 34      |
| 2006   | 250GP  | 2         | 272   | 2 / 5 / 4       | 16      | Honda      | Humangest Racing Team | 34      |
| 2007   | 250GP  | 2         | 260   | 2 / 4 / 4       | 17      | Honda      | Scot Racing Team      | 34      |
| 2008   | MotoGP | 5         | 174   | - / - / 1       | 18      | Honda      | JiR Team Scot         | 4       |
| 2009   | MotoGP | 6         | 160   | 1 / - / -       | 17      | Honda      | Repsol Honda          | 4       |
| 2010   | MotoGP | 5         | 206   | - / 3 / 4       | 18      | Honda      | Repsol Honda          | 4       |
| 2011   | MotoGP | 3         | 228   | - / 4 / 3       | 17      | Honda      | Repsol Honda          | 4       |
| 2012   | MotoGP | 4         | 218   | - / - / 6       | 18      | Yamaha     | Monster Yamaha Tech 3 | 4       |
| 2013   | MotoGP | 8         | 140   | - / - / -       | 18      | Ducati     | Ducati Team           | 4       |
| 2014   | MotoGP | 5         | 185   | - / 1 / 1       | 18      | Ducati     | Ducati Team           | 4       |
| 2015   | MotoGP | 7         | 162   | - / 3 / 2       | 18      | Ducati     | Ducati Team           | 4       |
| 2016   | MotoGP | 5         | 171   | 1 / 3 / 1       | 18      | Ducati     | Ducati Team           | 4       |
| 2017   | MotoGP | 2         | 261   | 6 / 1 / 1       | 18      | Ducati     | Ducati Team           | 4       |
| 2018   | MotoGP | 2         | 245   | 4 / 3 / 2       | 18      | Ducati     | Ducati Team           | 4       |
| 2019   | MotoGP | 2         | 269   | 2 / 3 / 4       | 19      | Ducati     | Ducati Team           | 4       |
| 2020   | MotoGP |           |       |                 |         | Ducati     | Ducati Team           | 4       |

## Framskjutna placeringar
Uppdaterad till 2020-08-18.
| Nr | Grand Prix     | År   |
| -- | -------------- | ---- |
| 1  | Storbritannien | 2009 |
| 2  | Malaysia       | 2016 |
| 3  | Italien        | 2017 |
| 4  | Katalonien     | 2017 |
| 5  | Österrike      | 2017 |
| 6  | Storbritannien | 2017 |
| 7  | Japan          | 2017 |
| 8  | Malaysia       | 2017 |
| 9  | Qatar          | 2018 |
| 10 | Tjeckien       | 2018 |
| 11 | San Marino     | 2018 |
| 12 | Valencia       | 2018 |
| 13 | Qatar          | 2019 |
| 14 | Österrike      | 2019 |
| 15 | Österrike      | 2020 |

| Nr | Grand Prix     | År   |
| -- | -------------- | ---- |
| 1  | Storbritannien | 2010 |
| 2  | Japan          | 2010 |
| 3  | Malaysia       | 2010 |
| 4  | Frankrike      | 2011 |
| 5  | Storbritannien | 2011 |
| 6  | Italien        | 2011 |
| 7  | Tjeckien       | 2011 |
| 8  | TT Assen       | 2014 |
| 9  | Qatar          | 2015 |
| 10 | Amerika        | 2015 |
| 11 | Argentina      | 2015 |
| 12 | Qatar          | 2016 |
| 13 | Österrike      | 2016 |
| 14 | Japan          | 2016 |
| 15 | Qatar          | 2017 |
| 16 | Italien        | 2018 |
| 17 | Aragonien      | 2018 |
| 18 | Thailand       | 2018 |
| 19 | Frankrike      | 2019 |
| 20 | Tjeckien       | 2019 |
| 21 | Aragonien      | 2019 |

| Nr | Grand Prix     | År   |
| -- | -------------- | ---- |
| 1  | Malaysia       | 2008 |
| 2  | Qatar          | 2010 |
| 3  | Frankrike      | 2010 |
| 4  | Italien        | 2010 |
| 5  | Portugal       | 2010 |
| 6  | TT Assen       | 2011 |
| 7  | Australien     | 2011 |
| 8  | Valencia       | 2011 |
| 9  | Katalonien     | 2012 |
| 10 | TT Assen       | 2012 |
| 11 | Tyskland       | 2012 |
| 12 | Italien        | 2012 |
| 13 | Indianapolis   | 2012 |
| 14 | Aragonien      | 2012 |
| 15 | Amerika        | 2014 |
| 16 | Frankrike      | 2015 |
| 17 | Storbritannien | 2015 |
| 18 | Tyskland       | 2016 |
| 19 | San Marino     | 2017 |
| 20 | Österrike      | 2018 |
| 21 | Australien     | 2018 |
| 22 | Argentina      | 2019 |
| 23 | Italien        | 2019 |
| 24 | Japan          | 2019 |
| 25 | Malaysia       | 2019 |
| 26 | Spanien        | 2020 |

### Segrar 250GP
| Nr | Grand Prix     | År   |
| -- | -------------- | ---- |
| 1  | Katalonien     | 2006 |
| 2  | Portugal       | 2006 |
| 3  | Turkiet        | 2007 |
| 4  | Storbritannien | 2007 |

### Segrar 125GP
| Nr | Grand Prix     | År   |
| -- | -------------- | ---- |
| 1  | Sydafrika      | 2004 |
| 2  | Frankrike      | 2004 |
| 3  | Italien        | 2004 |
| 4  | Storbritannien | 2004 |
| 5  | Japan          | 2004 |
| 6  | Australien     | 2004 |